# Canton de Nancy-Est
Le canton de Nancy-Est est une ancienne division administrative française qui était située dans le département de Meurthe-et-Moselle.

## Géographie

### De 1833 à 1973
Le canton était composé :
- de Bouxières-aux-Chênes
- d'Eulmont
- de Lay-Saint-Christophe
- de Malzéville
- des quartiers est de Nancy
- d'Amance
- d'Agincourt
- de Bouxières-aux-Dames
- de Custines
- de Champigneulles

### De 1973 à 2015
Le canton était composé des quartiers suivants :
- Stanislas-Meurthe,
- Centre-ville,
- Charles III,
- Saint-Pierre,
- René II,
- Bonsecours,
- Quai Bataille.

## Histoire
C'est un ancien canton du département de la Meurthe. Resté français conformément au traité de Francfort de 1871, il a été intégré au nouveau département de Meurthe-et-Moselle. Il a été modifié en 1879 pour former le canton de Nancy-Sud,  puis en 1997 lors de la création du canton de Malzéville

## Représentation

### Conseillers généraux de 1833 à 2015
| Période | Période      | Identité                       | Étiquette                | Qualité |
| ------- | ------------ | ------------------------------ | ------------------------ | --- |
| 1833    | 1848         | Charles Moreau                 | Majorité ministérielle   | Député (1834-1848), avocat, Premier Président de la Cour royale de Nancy Maire de Nancy (1831-1834)                                           |
| 1848    | 1852         | Jules Alexandre Monet          | Droite                   | Représentant du peuple (1849-1851) |
| 1852    | 1857         | Jean-Baptiste Achille Blaise   |                          | Avocat à la Cour Royale puis notaire à Nancy                                                                                                  |
| 1858    | 1871         | Baron Henri Buquet             | Majorité dynastique      | Maire de Nancy (1852-1869), Député (1852-1870) Président du Conseil Général de la Meurthe Propriétaire à Houdemont                            |
| 1871    | 1883 (décès) | Henri Varroy                   | Républicain              | Ingénieur en chef à Nancy Ministre des Travaux Publics (1879-1880) Sénateur (1876-1883) Président du Conseil Général                          |
| 1883    | 1889         | Ernest Beau                    | Républicain              | Avoué à Nancy |
| 1889    | 1901         | Hippolyte Maringer             | Républicain              | Maire de Nancy (1892-1904) |
| 1901    | 1907         | Gustave Mercier                | Nationaliste             | Propriétaire à Nancy |
| 1907    | 1913         | Edouard François               | Républicain Progressiste | Rentier à Nancy |
| 1913    | 1919         | Lucien Larcher                 | Rad.                     | Avocat à la Cour d'Appel de Nancy |
| 1919    | 1925         | Victor-Charles Didelon         | URD                      | Agent général de la Caisse d'Epargne de Nancy                                                                                                 |
| 1925    | 1940         | Camille Schmitt                | Rad.                     | Médecin Maire de Nancy (1933-1944) Nommé membre de la Commission administrative départementale en 1941 Nommé conseiller départemental en 1943 |
|         |              |                                |                          | |
| 1945    | 1970         | Pierre Weber                   | RI                       | Médecin Député (1959-1978) Maire de Nancy (1961-1970)                                                                                         |
| 1970    | 1976         | Roland Teyssandier (1912-1987) | Centriste                | Employé des postes Conseiller municipal de Nancy                                                                                              |
| 1976    | 1982         | Daniel Groscolas               | PS                       | Secrétaire départemental du PS |
| 1982    | 1994         | Lucien Muller (1931-2018)      | UDF-Radical              | Adjoint au maire (1971-1977 ) puis conseiller municipal de Nancy (1983-1995)                                                                  |
| 1994    | 1998         | Jean-Paul Bolmont              | PS                       | Chef d'entreprise Maire de Malzéville (1989-2008), élu en 1998 dans le canton de Malzéville                                                   |
| 1998    | 2004         | Jean-Marie Schléret            | UDF                      | Directeur de service éducatif Député (1993-1995) Maire-adjoint de Nancy                                                                       |
| 2004    | 2015         | Mme Dominique Olivier          | PS                       | Infirmière Conseillère municipale de Nancy (2001-2014)                                                                                        |

### Conseillers d'arrondissement (de 1833 à 1940)
Le canton de Nancy Est avait deux conseillers d'arrondissement au XIXe siècle.
| Période                                  | Période      | Identité                            | Étiquette            | Qualité |
| ---------------------------------------- | ------------ | ----------------------------------- | -------------------- | --- |
| 1833                                     | 1848         | Pascal Victor Riston (1793-1868)    |                      | Conseiller à la Cour royale de Nancy                                                                        |
| 1833                                     | 1848         | François Jacques Baille (1779-1861) |                      | Manufacturier et négociant à Nancy                                                                          |
|                                          |              |                                     |                      | |
| 1886                                     | 1905 (décès) | Hippolyte Thiry (1829-1905)         |                      | Directeur de l'Ecole d'agriculture de Tomblaine                                                             |
| 1905                                     | 1910         | Pierre Célestin Renauld (1852-1918) | Rad.                 | Maire d'Eulmont                                                                                             |
| 1910                                     | 1928         | Anatole Voinier (1872-1949)         | Progressiste libéral | Agriculteur, maire de Bouxières-aux-Chênes (1904-1949), Président du Conseil d'arrondissement               |
| 1928                                     | 1940         | René Lahaxe (1873-1945)             | URD                  | Maire de Dommartin-sous-Amance                                                                              |
| 1940                                     |              |                                     |                      | Les conseils d'arrondissement ont été suspendus par la loi du 12 octobre 1940 et n'ont jamais été réactivés |
| Les données manquantes sont à compléter. |              |                                     |                      | |

## Composition
Le canton de Nancy-Est se compose d’une fraction de la commune de Nancy. Il compte 27 808 habitants (population municipale) au 1er janvier 2012.
| Nom               | Code Insee | Intercommunalité         | Population (dernière pop. légale)                |
| ----------------- | ---------- | ------------------------ | ------------------------------------------------ |
| Nancy (chef-lieu) | 54395      | Métropole du Grand Nancy | Fraction : 27 808(2012) Commune : 104 321 (2014) |

## Démographie
| 1962 | 1968 | 1975 | 1982 | 1990 | 1999 | 2009   |
| ---- | ---- | ---- | ---- | ---- | ---- | ------ |
| -    | -    | -    | -    | -    | -    | 27 587 |